# Philo Vance

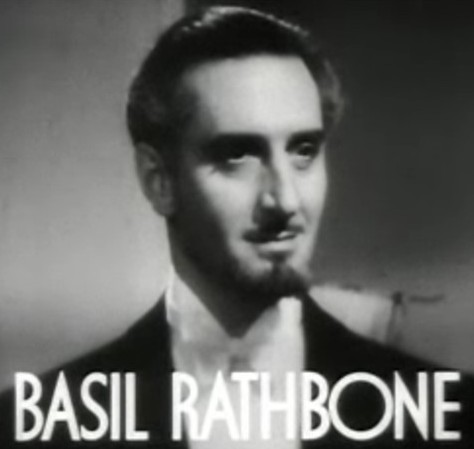
El actor Basil Rathbone, quien desempeñó el papel de Philo Vance.

Philo Vance es un detective de ficción creado por el escritor S.S. Van Dine en 1926, que apareció en doce novelas entre 1926 y 1939. Aunque es un personaje olvidado hoy en día, fue muy popular en su momento, siendo llevado al cine y la radio.
Las primeras tres novelas de misterio de Van Dine fueron inusuales para este género, porque las planeó como una trilogía pero fueron escritas como novelas cortas aproximadamente al mismo tiempo.
Tras ser aceptadas por el renombrado editor Maxwell Perkins, Van Dine las extendió a la categoría de novelas completas, si bien Hollywood se tomó pocas libertades en el retrato de Vance, el protagonista de las novelas podría parecer para la mayoría de los lectores actuales un ser arrogante y muy irritante.

## Cine
Las películas sobre Vance fueron rodadas desde finales de la década de los veinte hasta los años 40. Entre los diferentes actores que desempeñaron ese papel en pantalla estaban William Powell y Basil Rathbone. El Vance cinematográfico era retratado como un seductor, intelectual, y superhéroe en Manhattan.

## Libros protagonizados por Philo Vance
- El crimen de Benson (1926)
- El crimen de la Canario (1927)
- El asesino fantasma (1928)
- Los crímenes del Obispo (1929)
- El escarabajo sagrado (1930)
- Matando en la sombra (1933)
- El dragón del estanque (1934)
- El asesinato del casino (1934)
- El caso Garden (1935)
- El caso del secuestro (1936)
- El misterio del café Domdaniel(1938)
- El caso Rexon (1939)